# دارلینگون (میزوری)
دارلینگون (به انگلیسی: Darlington) یک روستا در ایالات متحده آمریکا است که در شهرستان جنتری، میزوری واقع شده‌است. دارلینگون ۱٫۰۶ کیلومتر مربع مساحت و ۱۲۱ نفر جمعیت دارد و ۲۵۸ متر بالاتر از سطح دریا واقع شده‌است.